# Премия «Грэмми» за лучшее кантри-исполнение дуэтом или группой
Премия «Грэмми» за лучшее кантри-исполнение дуэтом или группой (англ. Grammy Award for Best Country Duo/Group Performance) — премия предназначенная для исполнителей (дуэтов или групп) в жанре кантри-музыки за их лучшие вокальные или инструментальные записи и ограничено синглами или треками.
Вручается на ежегодной церемонии в США с 2012 года. Одна из самых престижных наград в современной кантри-музыке. Ежегодная церемония награждения премией «Грэмми» проводится Национальной академией искусств и науки звукозаписи США. Награда была основана в 1958 году.
Эта номинация возникла в 2012 году и включила в себя три категории, ранее известные как «Премия „Грэмми“ за лучшее кантри-исполнение дуэтом или группой с вокалом» (Best Country Performance by a Duo or Group with Vocal, существовавшая в 1970—2011 годах), «Премия „Грэмми“ за лучшее инструментальное кантри-исполнение» (Best Country Instrumental Performance, 1970—2011) и «Премия „Грэмми“ за лучшее совместное кантри-исполнение с вокалом» (Best Country Collaboration with Vocals, 1988—2011). Реструктуризация этих категорий стала результатом сокращения общего их числа, проведённого Национальной академией искусств и науки звукозаписи США для объединения сольных и коллективных исполнителей (группы и дуэты), так как трудно провести между ними различия.

## История

### 2010-е годы
| Год  | Исполнитель                      | Страна | Работа              | Номинанты | Ссылка      |
| ---- | -------------------------------- | ------ | ------------------- | --- | ----------- |
| 2012 | The Civil Wars                   | США    | «Barton Hollow»     | - Джейсон Алдин & Келли Кларксон — «Don't You Wanna Stay» - Кенни Чесни при участии Grace Potter — «You and Tequila» - Thompson Square — «Are You Gonna Kiss Me Or Not»                                                                 | [ 5 ]       |
| 2013 | Little Big Town                  | США    | «Pontoon»           | - Eli Young Band — «Even If It Breaks Your Heart» - Тейлор Свифт при участии The Civil Wars — «Safe & Sound» - The Time Jumpers — «On The Outskirts Of Town» - Дон Уильямс при участии Элисон Краусс — «I Just Come Here for the Music» | [ 6 ]       |
| 2014 | The Civil Wars                   | США    | «From This Valley»  | - Кенни Роджерс & Долли Партон — «You Can’t Make Old Friends» |             |
| 2015 | The Band Perry                   | США    | «Gentle on My Mind» | - Миранда Ламберт & Кэрри Андервуд — «Somethin' Bad» - Little Big Town — «Day Drinking» - Тим Макгро & Фэйт Хилл — «Meanwhile Back at Mama's» - Кит Урбан при участии Эрик Чёрч — «Raise ’Em Up»                                        | [ 7 ]       |
| 2016 | Little Big Town                  | США    | Girl Crush          | - Brothers Osborne — «Stay A Little Longer» - Joey + Rory — «If I Needed You» - Чарльз Келли, Диркс Бентли & Eric Paslay — «The Driver» - Блейк Шелтон при участии Эшли Монро — «Lonely Tonight»                                        | [ 8 ] [ 9 ] |
| 2017 | Pentatonix вместе с Долли Партон | США    | «Jolene»            | - Диркс Бентли вместе с Elle King — «Different for Girls'» - Brothers Osborne — «21 Summer» - Кенни Чесни вместе с P!nk — «Setting the World on Fire» - Крис Янг вместе с Кэсседи Поуп — «Think of You»                                 |             |
| 2018 | Little Big Town                  | США    | «Better Man»        | - Brothers Osborne — «It Ain’t My Fault» - Zac Brown Band — «My Old Man» - Lady Antebellum — «You Look Good» - Midland — «Drinkin' Problem»                                                                                             |             |
| 2019 | Dan + Shay                       | США    | «Tequila»           | - Brothers Osborne — «Shoot Me Straight» - Little Big Town — «When Someone Stops Loving You» - Марен Моррис при участии Винса Гилла — «Dear Hate» - Биби Рекса & Florida Georgia Line — «Meant to Be»                                   | [ 10 ]      |

### 2020-е годы
| Год  | Исполнитель                            | Страна | Работа                         | Номинанты | Ссылка |
| ---- | -------------------------------------- | ------ | ------------------------------ | --- | ------ |
| 2020 | Dan + Shay                             | США    | «Speechless»                   | - Brooks & Dunn с Luke Combs — «Brand New Man» - Brothers Osborne — «I Don’t Remember Me (Before You)» - Little Big Town — «The Daughters» - Maren Morris при участии Brandi Carlile — «Common»                                                                                        |        |
| 2021 | Dan + Shay и Джастин Бибер             | США    | «10,000 Hours»                 | - Brothers Osborne — «All Night» - Lady A — «Ocean» - Little Big Town — «Sugar Coat» - Old Dominion — «Some People Do» |        |
| 2022 | Brothers Osborne                       | США    | «Younger Me»                   | - Jason Aldean и Carrie Underwood — «If I Didn’t Love You» - Dan + Shay — «Glad You Exist» - Ryan Hurd и Maren Morris — «Chasing After You» - Elle King и Миранда Ламберт — «Drunk (And I Don’t Wanna Go Home)»                                                                        |        |
| 2023 | Карли Пирс & Эшли Макбрайд             | США    | «Never Wanted to Be That Girl» | - Ингрид Эндресс & Сэм Хант — «Wishful Drinking» - Brothers Osborne — «Midnight Rider’s Prayer» - Люк Комбс & Миранда Ламберт — «Outrunnin' Your Memory» - Риба Макинтайр & Долли Партон — «Does He Love You — Revisited» - Роберт Плант & Элисон Краусс — «Going Where The Lonely Go» | [ 11 ] |
| 2024 | Зак Брайан при участии Кейси Масгрейвс | США    | «I Remember Everything»        | - «High Note» — Диркс Бентли при участии Billy Strings - «Nobody’s Nobody» — Brothers Osborne - «Kissing Your Picture (Is So Cold)» — Винс Гилл & Пол Франклин - «Save Me» — Jelly Roll с Лэйни Уилсон - «We Don’t Fight Anymore» — Карли Пирс при участии Криса Стэплтона             | [ 12 ] |
| 2025 | Бейонсе при участии Майли Сайрус       | США    | II Most Wanted                 | - «Cowboys Cry Too» — Келси Баллерини и Noah Kahan - «Break Mine» — Brothers Osborne - «Bigger Houses» — Dan + Shay - «I Had Some Help» — Post Malone при участии Моргана Уоллена | [ 13 ] |